# Viejo Bazar de Bitola
El Viejo Bazar de Bitola (en macedonio:  Битолска Стара Чаршија) está situado al norte del centro de Bitola, ciudad del sur de Macedonia del Norte. Esta zona conserva muchos monumentos de la arquitectura tradicional de Turquía y varios de la época otomana, como mezquitas y baños turcos. Disminuido por las sucesivas destrucciones, sin embargo, conservó su negocio original.
El viejo bazar se encuentra en la costa norte de Dragor, el pequeño río que corre a través de Bitola. Está orientado al sur en el centro moderno de la ciudad, fue construido en el siglo XIX y es típico de la arquitectura de Europa Central. Se caracteriza por un laberinto de calles estrechas con casas bajas claramente identificables en el paisaje urbano de Bitola.